# Nachtjagdgeschwader 101
Nachtjagdgeschwader 101 (dobesedno slovensko: Nočni-lovski polk 101; kratica NJG 101) je bil nočno-lovski letalski polk (Geschwader) v sestavi nemške Luftwaffe med drugo svetovno vojno; to je bila šolska enota, namenjena usposabljanju novih pilotov.

## Organizacija
- štab
- I. skupina
- II. skupina
- III. skupina
- IV. skupina

## Vodstvo polka
Poveljniki polka (Geschwaderkommodore)
- Polkovnik (Oberst) Rudolf Stoltenhoff: 20. marec 1943
- Major (Major) Herbert Sewing: 7. februar 1944